# Fondul Social European Plus
Fondul Social European Plus (FSE+) este principalul instrument financiar al Uniunii Europene care finanțează ocuparea forței de muncă din statele membre și promovează coeziunea economică și socială. Cheltuielile FSE se ridică la aproximativ 10% din bugetul total al UE.
FSE este unul dintre fondurile structurale ale UE dedicate îmbunătățirii coeziunii sociale și a bunăstării economice în regiunile Uniunii. Fondurile structurale sunt instrumente financiare redistributive care finanțează coeziunea în Europa prin concentrarea cheltuielilor în regiunile mai puțin dezvoltate. Obiectivul special al cheltuielilor FSE este de a susține crearea de locuri de muncă mai multe și mai bune în UE prin cofinanțarea proiectelor locale, naționale și regionale care îmbunătățesc ratele de ocupare a forței de muncă, incluziunea pe piața muncii și calitatea locurilor de muncă în statele membre și în regiunile acestora.

## Istorie
Fondul Social European a fost creat în 1957 prin Tratatul fondator de la Roma și este cel mai vechi fond structural. Deoarece FSE a avut întotdeauna ca obiectiv creșterea ratei de ocupare a forței de muncă, în decursul anilor, Fondul și-a adaptat acțiunile principale pentru a putea face față provocărilor timpurilor. În primii ani postbelici, Fondul s-a concentrat asupra gestionării migrației lucrătorilor în Europa, apoi a trecut la combaterea șomajului în rândul tinerilor și al lucrătorilor cu calificări reduse. Pentru perioada de finanțare actuală, 2007-2013, pe lângă direcționarea sprijinului către grupurile care întâmpină dificultăți specifice în găsirea unui loc de muncă, precum femeile, tinerii, lucrătorii mai în vârstă, migranții și persoanele cu dizabilități, finanțările FSE sprijină, de asemenea, întreprinderile și lucrătorii în vederea adaptării la schimbare. Acest lucru este posibil prin susținerea inovației la locul de muncă, a învățării de-a lungul vieții și a mobilității lucrătorilor.

## Locul FSE în cadrul politicilor și al strategiilor comunitare
Strategia de bază a Uniunii Europene o constituie Agenda de la Lisabona, care urmărește transformarea Europei, până în 2010, în cea mai dinamică și cea mai competitivă economie bazată pe cunoaștere din lume, capabilă de o creștere economică durabilă, cu locuri de muncă mai multe și mai bune, cu o coeziune socială mai mare și cu respect pentru mediu. Obiectivele Agendei de la Lisabona conturează prioritățile FSE.
Există multe instrumente financiare și politice care funcționează în sprijinul Agendei de la Lisabona. Printre acestea, politica de coeziune vizează reducerea discrepanțelor economice și sociale dintre țările și regiunile UE. Pentru realizarea acestui obiectiv, politica folosește resurse financiare (fonduri structurale) de la bugetul UE – inclusiv FSE – în vederea sprijinirii dezvoltării economice și sociale a regiunilor mai puțin dezvoltate.
Ținând seama de necesitatea creșterii competitivității și a ocupării forței de muncă pe fondul globalizării și al îmbătrânirii populației, strategia europeană privind ocuparea forței de muncă furnizează un cadru de coordonare pentru statele membre UE în vederea stabilirii unor obiective și a unor priorități comune în domeniul ocupării forței de muncă. Aceste priorități comune sunt dezvoltate în liniile directoare privind ocuparea forței de muncă și introduse în programele naționale de reformă redactate de fiecare stat membru în parte. Finanțările FSE sunt implementate de statele membre în vederea sprijinirii programelor lor naționale de reformă, precum și a cadrelor strategice naționale de referință (CSNR), prin care se stabilesc principalele priorități ale statelor membre pentru cheltuirea fondurilor structurale comunitare pe care acestea le primesc.
De asemenea, Agenda socială europeană joacă un rol în conturarea priorităților cheltuielilor FSE. Agenda socială caută să actualizeze „modelul social european” prin modernizarea piețelor muncii și a sistemelor de protecție socială, astfel încât lucrătorii și întreprinderile să poată beneficia de oportunitățile create de concurența internațională, de realizările tehnologice și de tiparele populației aflate în schimbare, în același timp protejându-i pe cei mai vulnerabili membri ai societății. În plus, conceptul de „flexicuritate” contribuie la inițiativele curente ale FSE. Flexicuritatea poate fi definită ca o strategie politică de intensificare a flexibilității piețelor muncii, a organizațiilor de muncă și a relațiilor de muncă, pe de-o parte, și ca o securitate a locului de muncă și a veniturilor, pe de altă parte. Termenul de flexicuritate include o nouă abordare a ocupării forței de muncă, înlocuind modelul din trecut de „loc de muncă pe viață” cu „muncă pe durata vieții”. Această abordare încurajează lucrătorii să fie responsabili de viața lor activă prin intermediul formării de-a lungul vieții, adaptându-se la schimbare și la mobilitate. 

## FSE: definirea strategiei
FSE este administrat prin cicluri de programare pe o durată de șapte ani. Strategia și bugetul FSE sunt negociate de statele membre UE, Parlamentul European și Comisia Europeană. Strategia definește obiectivele finanțărilor FSE, pe care le împărtășește parțial sau integral cu alte fonduri structurale. Pentru ciclul curent de finanțare FSE, aceste obiective sunt:
1. Obiectivul „Competitivitate regională și ocuparea forței de muncă”: urmărește consolidarea competitivității regionale, a ocupării forței de muncă și a atractivității pentru investiții.
2. Obiectivul „Convergență”: urmărește stimularea creșterii și a ocupării forței de muncă în regiunile cele mai slab dezvoltate. Acestui obiectiv i se alocă peste 80% din totalul finanțărilor FSE.

De asemenea, strategia trasează „axe prioritare” cuprinzătoare – acțiunile necesare pentru îndeplinirea obiectivelor și care sunt eligibile pentru finanțare. 

## Modalitatea de alocare a fondurilor FSE
Nivelul finanțării FSE diferă de la o regiune la alta, în funcție de bogăția sa relativă. Regiunile UE sunt împărțite în patru categorii de regiuni eligibile, în funcție de PIB-ul lor regional per cap de locuitor în comparație cu media UE (UE cu 25 sau cu 15 state membre), și atribuite celor două obiective.
Obiectivul „Convergență” include:
- regiunile aflate sub incidența obiectivului „Convergență”: cu un PIB per cap de locuitor mai mic de 75% din media UE-25;
- regiunile aflate în faza de eliminare progresivă a sprijinului financiar: cu un PIB per cap de locuitor mai mare de 75% din media UE-25, dar mai mic de 75% din media UE-15.

Obiectivul „Competitivitate regională și ocuparea forței de muncă” include:
- regiunile aflate în faza de introducere progresivă a sprijinului financiar: cu un PIB per cap de locuitor mai mic de 75% din media UE-15 (pentru perioada 2000-2006), dar mai mare de 75% din media UE-15 (pentru perioada 2007-2013);

- regiunile aflate sub incidența obiectivului „Competitivitate regională și ocuparea forței de muncă”: se aplică pentru toate celelalte regiuni UE.

În regiunile aflate sub incidența obiectivului „Convergență”, cofinanțarea FSE pentru proiecte poate ajunge până la 85% din costurile finale. În regiunile aflate sub incidența obiectivului „Competitivitate regională și ocuparea forței de muncă”, se întâlnește mai des un nivel de 50% al cofinanțării. Pentru regiunile și statele membre mai bogate, finanțarea FSE completează inițiativele naționale existente privind ocuparea; în statele membre mai puțin bogate, finanțarea FSE poate constitui principala sursă de fonduri pentru inițiativele privind ocuparea forței de muncă. Regiunile eligibile pentru actuala perioadă de programare a FSE (2007-2013) sunt ilustrate pe hartă.

## Modalitatea de implementare a FSE
În timp ce definirea strategiei are loc la nivel comunitar, responsabilitatea pentru implementarea finanțărilor FSE le revine regiunilor și statelor membre UE. După stabilirea strategiei și după alocarea bugetului, se trece la abordarea comună a programării. Programele operaționale de șapte ani sunt planificate de către Comisia Europeană împreună cu statele membre și cu regiunile lor. Aceste programe operaționale descriu domeniile de activitate care vor fi finanțate și care pot fi tematice sau geografice. 
Statele membre desemnează autoritățile naționale de gestionare a FSE care sunt responsabile cu selectarea proiectelor, cu distribuirea fondurilor și cu evaluarea progresului și a rezultatelor proiectelor. De asemenea, sunt numite autorități de certificare și audit care monitorizează și garantează respectarea normelor FSE privind cheltuielile.

## Proiecte FSE
Implementarea FSE la fața locului se realizează prin intermediul proiectelor pentru care se solicită finanțarea și care sunt puse în aplicare de o varietate cuprinzătoare de organizații, atât din sectorul public, cât și din cel privat. Acestea includ: autorități locale, regionale și naționale, instituții de învățământ și de formare, organizații neguvernamentale (ONG-uri) și sectorul de voluntariat, precum și parteneri sociali, de exemplu, sindicate și comitete de întreprinderi, asociații industriale și profesionale și companii individuale.

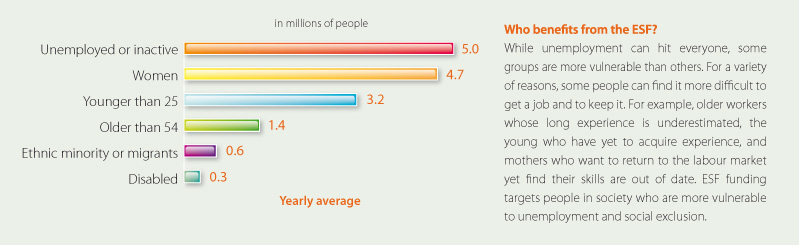

Beneficiarii proiectelor FSE sunt diferiți, de exemplu: lucrători individuali, grupuri de persoane, sectoare industriale, sindicate, administrații publice sau companii individuale. Grupurile de persoane vulnerabile, care întâmpină o dificultate specifică în găsirea unui loc de muncă sau în promovarea la un loc de muncă, precum șomerii pe termen lung sau femeile, reprezintă un grup țintă specific. Ca un indicator, se estimează că peste 9 milioane de persoane din aceste grupuri vulnerabile primesc anual ajutor prin participarea la proiecte FSE – consultați tabelul 1.

## Fondul Social European 2007-2013
Actualul ciclu de programare al FSE acoperă perioada 2007-2013 și se desfășoară sub mottoul „Investiții în oameni”. În această perioadă, FSE investește aproximativ 75 miliarde euro, aproape 10% din bugetul UE, în proiecte care vizează stimularea ocupării forței de muncă. Finanțările sunt acordate pentru șase domenii prioritare specifice:

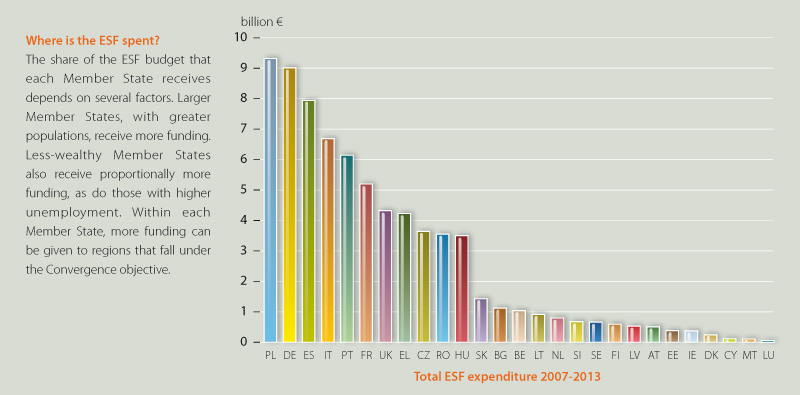

- Îmbunătățirea capitalului uman (34% din finanțarea totală);
- Îmbunătățirea accesului la ocupare și durabilitatea (30%);
- Creșterea adaptabilității lucrătorilor, a întreprinderilor și a antreprenorilor (18%);
- Îmbunătățirea incluziunii sociale a persoanelor defavorizate (14%);
- Consolidarea capacității instituționale la nivel național, regional și local (3%);
- Mobilizarea pentru reforme în domeniul ocupării și al incluziunii (1%).

În orice regiune, distribuirea reală a fondurilor va fi diferită, în funcție de prioritățile locale și regionale. Toate cele șase priorități sunt aplicabile atât pentru obiectivul „Convergență”, cât și pentru obiectivul „Competitivitate regională și ocuparea forței de muncă”; cu toate acestea, regiunile aflate sub incidența obiectivului „Convergență” se vor concentra, în mod normal, pe prioritatea „îmbunătățirea capitalului uman”.
Alocarea cheltuielilor FSE per stat membru pentru perioada 2007-2013 este prezentată în tabelul 2. 
Caracterul redistributiv al FSE poate fi observat în tabelul 3, care prezintă cheltuielile per cap de locuitor în statele membre.